# 윤호진
윤호진(1948년 6월 7일 ~ )은 대한민국 연극, 뮤지컬의 제작자/연출가이자 교수로 한국 창작 뮤지컬 《명성황후》의 연출자이다. 홍익대학 정밀기계과 출신으로 동국대 대학원에서 연극을 수업했다. 실험극장 단원이며 1973년 <방화범>으로 데뷔한 그는 <수업> <여왕과 창녀> <두 사형집행인> 등을 연출하는 동안까지만 해도 별로 주목을 못 받다가 1976년 <그린 줄리아>로 각광을 받기 시작했고 1977년 남아공화국 작품으로서, 인종차별과 인권문제를 다룬 <아일랜드> 연출로 일약 스타덤에 오른 신예 연출가이다. 그는 이 작품으로 동아연극상의 연출상을 수상하였다. 한 작품을 가지고 매우 오랫동안 끈질기게 파고들고 있어서 젊은 연극인들 중에서도 가장 의식이 투철한 연출가로 불린다.

## 출생
윤호진은 1948년 충청남도 당진에서 태어났다. 어릴 때부터 영화보는 것을 좋아했던 그는 처음에는 영화 연출가를 꿈꿨었다. 그러다 대학진학 후 우연히 접하게 된 연극 공연에 매력을 느끼게 된다. 1976년 연극 《그린 줄리아》로 시작한 윤호진은 29세의 나이에 연극 《아일랜드》를 통해 세상에 알려지게 된다. 유신시대에 자유를 갈구하는 죄인 2명의 깊은 이야기는 반향이 컸다. 연극은 6개월간 롱런했고, 윤 연출가는 동아연극상을 받았다. 그는 1982년 전통 연극을 공부하기 위해 영국으로 연수를 갔다가 뮤지컬에 흥미를 느끼게 된다. 그는 84년 뉴욕 NYU 공연학과에 진학했고, 4년간 유학 생활을 보냈다. 그가 유학을 떠나기 전에 만든 작품 《신의 아그네스》는 공전의 히트를 기록했다. 유학을 마치고 한국으로 돌아온 윤호진은 '에이콤 인터내셔날'을 설립하고 본격적으로 뮤지컬 제작과 연출을 시작한다. 윤호진은 귀국 10년 만에 뮤지컬 《명성황후》와 《영웅》으로 브로드웨이에 진출한다.

## 약력

### 학력
- 1972년 홍익대학교 정밀기계학과 학사
- 1980년 동국대학교 대학원 연극학 석사
- 1984년 ~ 1987년 뉴욕대학교 대학원 공연학 석사

### 경력
- 1991년 ~ 1995년 한국연극연출가협회 회장
- 1992년 ~ 에이콤인터내셔날 대표
- 1996년 극단 실험극장 대표 、단국대학교 공연영화학부 교수
- 2006년.02 ~ 2010년 한국뮤지컬협회 초대회장
- 한국연극협회 이사장
- 단국대학교대중문화예술대학원 원장

### 수상
- 1978년 동아연극상 대상
- 1987년 동아연극상 연출상
- 1989년 서울연극제 연출상
- 1997년 문화체육부 옥관 문화훈장수상
- 1998년 한국예술문화단체총연합회문화상 대상
- 1999년 동아일보 일민문화상
- 2003년 대한민국 국회대중문화&미디어연구회 연극, 뮤지컬 부문 대상
- 2007년 제3회 허규 예술상
- 2008년 제14회 한국뮤지컬대상 프로듀서상
- 2010년 국가브랜드대상 공연예술부문 최고브랜드
- 2010년 제4회 더 뮤지컬 어워즈 연출상
- 2010년 제16회 한국뮤지컬대상 연출상
- 2012년 제1회 서울뮤지컬페스티벌 예그린어워드 예그린상

## 대표작품

### 연극
- 1976년 그린 줄리아
- 1977년 아일랜드
- 1980년 사람의 아들
- 1980년 닥터쿡스가든
- 1981년 들소
- 1981년 호모세파라투스
- 1983년 신의 아그네스
- 1988년 팔곡병풍
- 1988년 사의 찬미
- 1989년 마지막 잔을 위하여
- 1991년 실비명
- 1991년 안토니와 클레오파트라
- 2008년 39계단

### 뮤지컬
- 1995년 명성황후
- 1999년 페임
- 2001년 둘리
- 2002년 명성황후
- 2002년 몽유도원도
- 2005년 겨울 나그네
- 2006년 라롱드
- 2008년 러브
- 2009년 영웅